# Zbigniew Korpolewski

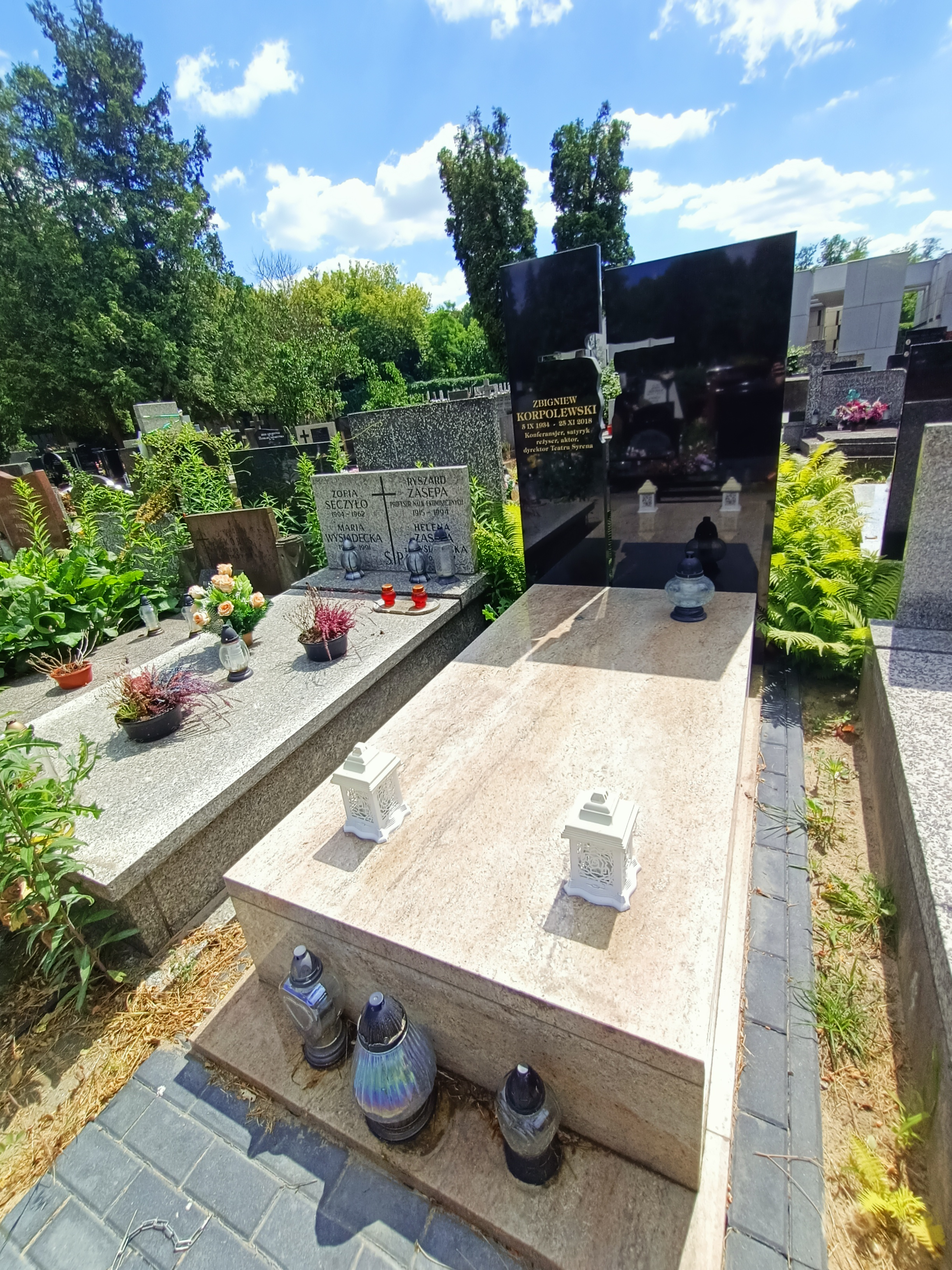
Grób Zbigniewa Korpolewskiego na cmentarzu Wojskowym na Powązkach

Zbigniew Korpolewski (ur. 5 września 1934 w Tczewie, zm. 25 listopada 2018 w Konstancinie-Jeziornie) – polski artysta estradowy, aktor, reżyser i prezenter przedstawień rozrywkowych i muzycznych, prawnik.

## Życiorys
Prowadził m.in. koncerty The Rolling Stones i The Animals. Egzamin aktorski zdał u Kazimierza Rudzkiego. Wraz z Jerzym Połomskim, Ireną Kwiatkowską i Ireną Santor występował w Anglii, Australii, USA, Kanadzie. Wraz z Tadeuszem Rossem występował w Telewizji Polskiej w autorskim programie satyrycznym „Loża”. Był dyrektorem Zakładu Widowisk Estradowych, wchodzącego w skład Zjednoczonych Przedsiębiorstw Rozrywkowych. Przed przejściem na emeryturę był dyrektorem w stołecznym Teatrze „Syrena” w latach 1991–1997. Jest autorem tekstów satyrycznych dla Hanki Bielickiej i do kabaretów „Dudek”, „Egida”.
Ostatni okres życia spędził w Domu Artystów Weteranów Scen Polskich w Konstancinie-Jeziornie, gdzie zmarł. 3 grudnia 2018 został pochowany na cmentarzu Wojskowym na Powązkach w Warszawie (kwatera M-1-11).

## Życie prywatne
Jego partnerką życiową była Irena Santor.

## Odznaczenia i nagrody
- Medal ZAiKS-u (1993)
- Odznaka honorowa ZAiKS-u (1998)
- Brązowy Medal „Zasłużony Kulturze Gloria Artis” (2013)[8]
- Nagroda 100-lecia ZAiKS-u (2018)

Źródło:.